# Биверши
Биверши (фр. Buverchy) насеље је и општина у североисточној Француској у региону Пикардија, у департману Сома која припада префектури Перон.
По подацима из 2011. године у општини је живело 41 становника, а густина насељености је износила 22,16 становника/km². Општина се простире на површини од 1,85 km². Налази се на средњој надморској висини од 61 метар (максималној 64 m, а минималној 56 m).

## Демографија
| 1962. | 1968. | 1975. | 1982. | 1990. | 1999. | 2011. |
| ----- | ----- | ----- | ----- | ----- | ----- | ----- |
| 16    | 37    | 35    | 36    | 50    | 43    | 41    |

График промене броја становника у току последњих година